# Hôpital universitaire Sahlgrenska
L’hôpital universitaire Sahlgrenska (en suédois : Sahlgrenska Universitetssjukhuset) est un hôpital associé à l'Académie Sahlgrenska de l'Université de Göteborg en Suède.
Avec 17 000 employés, l'hôpital est de loin le plus grand de Suède. Il porte le nom du philanthrope Niclas Sahlgren.

## Personnalités liées à l'hôpital
- Agnes Wold, professeure de médecine (2008)